# Căpățânești, Buzău
Căpățânești este un sat în comuna Mărăcineni din județul Buzău, Muntenia, România.